# 京都國際漫畫博物館
京都國際漫畫博物館（日语：／），位於日本京都府京都市中京區，是座以漫畫為主題的博物館，2006年11月25日開館營運。
本館收藏了國內外的漫畫作品及明治時代起的相關漫畫史料，至2011年至少有30萬件。

## 歷史
- 1995年：本館所在地及建築物前身為京都市立龍池小學校，因人口減少，與週邊四所小學合併而廢校。
- 2003年：京都精華大學向京都市役所提議成立漫畫博物館。年底，兩方達成共識。
- 2005年：活化利用龍池小學舊校地做為漫畫博物館的案件獲得審查通過。
- 2006年11月25日：開館營運[2]。
- 2007年11月：參觀人次超過開館前所預期的1.5倍，達22萬多人次，其中3萬人次為外國人。
- 2008年7月：舊龍池小學的本館、講堂、北校舎及正門等建築物獲登錄有形文化財。

## 概要
本館由京都市政府提供用地與建築物，並由京都精華大學負責營運。館內劃分為常設展覽區、特展區、研究區、收藏區以及龍池小學歷史館。並有販賣部及餐飲部等附屬設施。館內有總長度達140公尺的書架，收藏有3萬多本漫畫，稱為「漫畫書之壁」（マンガ本の壁），參觀者可自由取閱在館內及館外的草坪區閱覽，館內設有電腦供讀者查詢漫畫所在的櫃位。
除了日文的漫畫以外，亦收藏有一千多冊外文的漫畫，主要由澳洲蒙納士大學（Monash University）日本研究中心與德國的萊比錫大學（Universität Leipzig）等單位協助提供。

## 照片

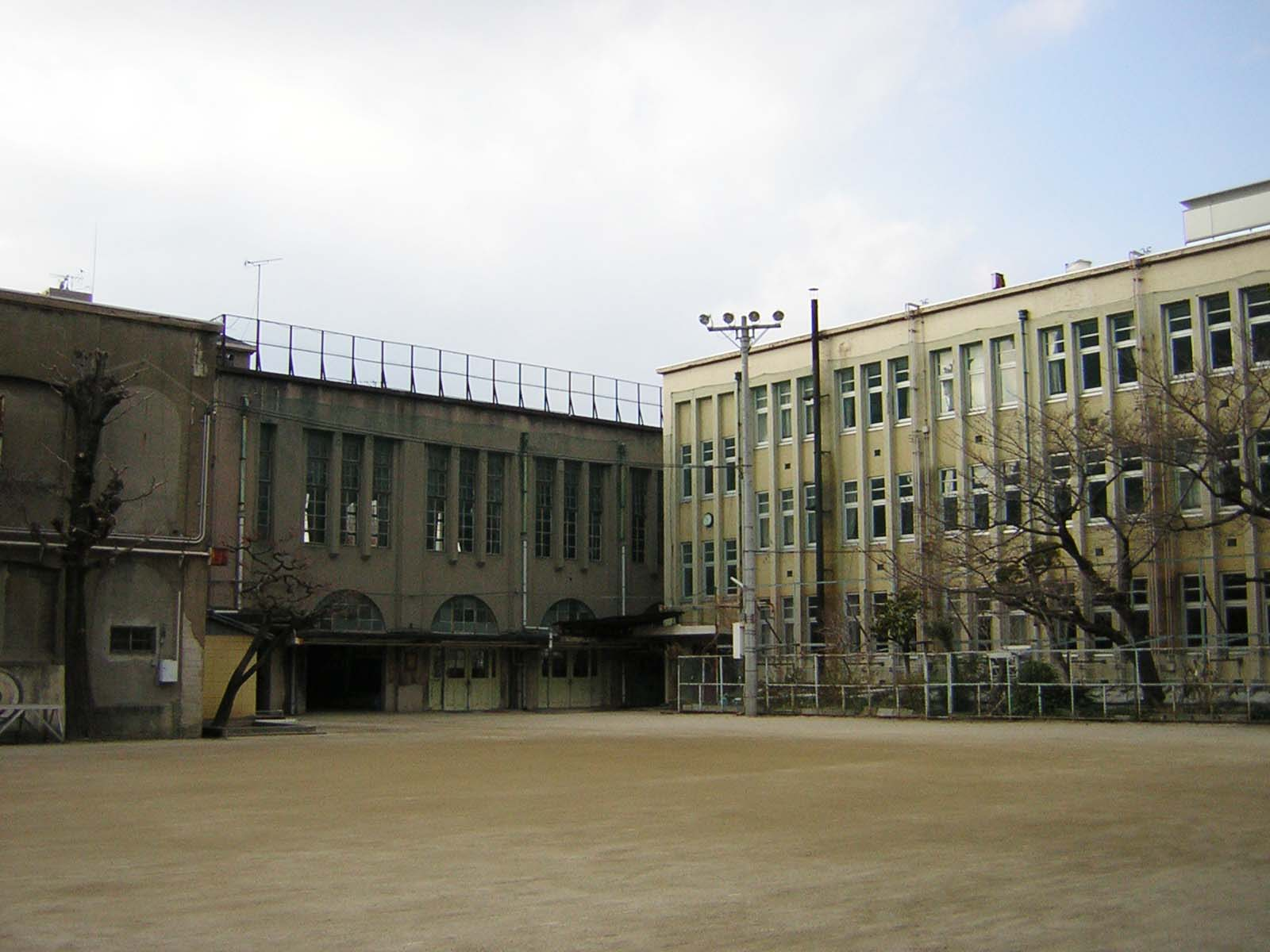
改建為博物館前的龍池小學校舍
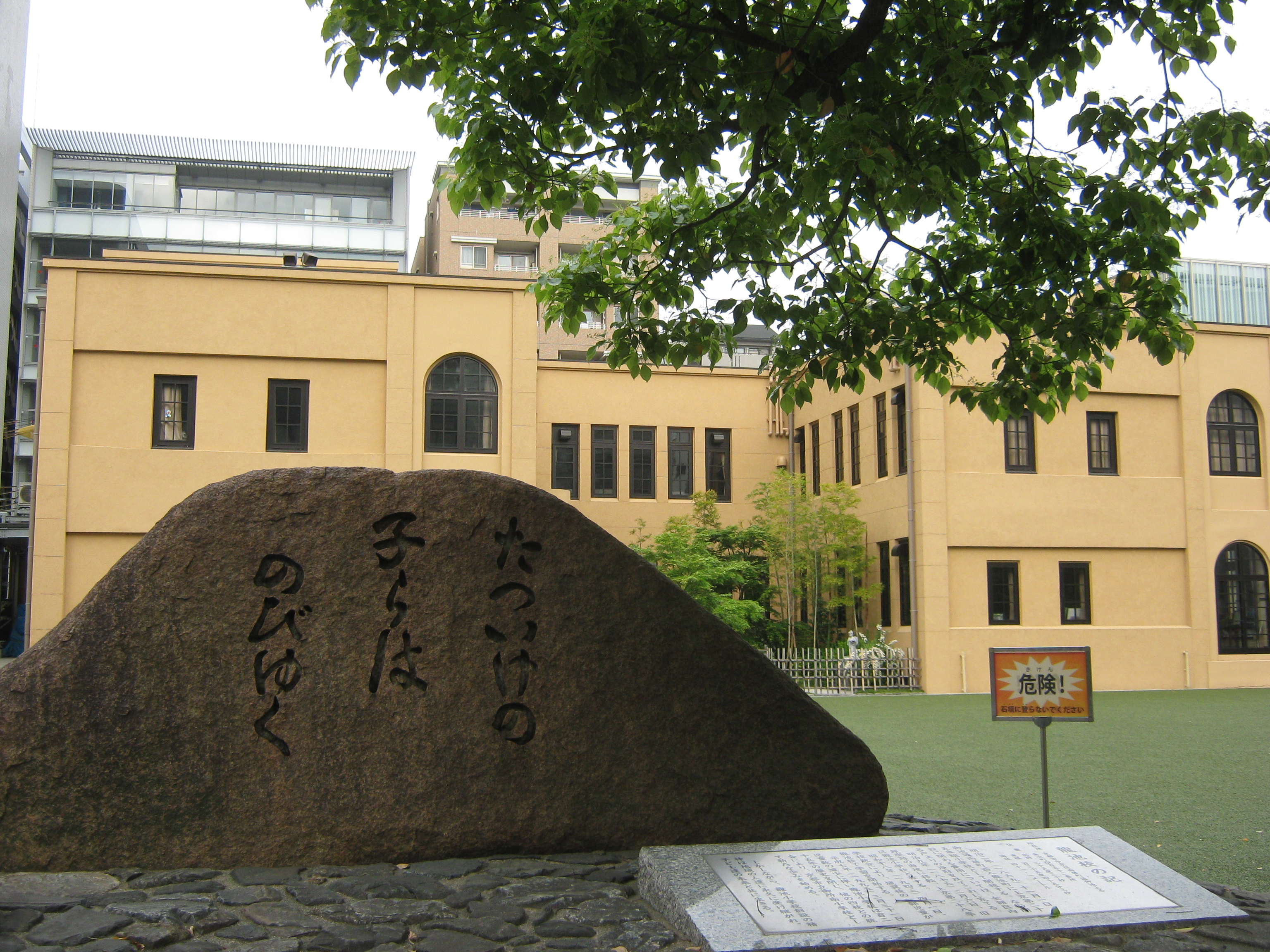
龍池小學舊址紀念碑

## 外部連結
- （日語）（英文）（法文）（简体中文）京都国際マンガミュージアム （页面存档备份，存于） 官方網站
- （日語）えむえむブログ（公式ブログ） （页面存档备份，存于） 官方網誌
- （日語）京都精華大学 博物館營運單位

35°0′42″N 135°45′33″E / 35.01167°N 135.75917°E